# Lại (họ)
Lại (chữ Hán: 賴) là một họ của người châu Á. Họ này có mặt ở Việt Nam và Trung Quốc và Đầu Đen (chữ Hán: 赖, Bính âm: Lai). Về mức độ phổ biến họ này xếp thứ 90 ở Trung Quốc theo thống kê năm 2006.